# PSR B1257+12 c
PSR B1257+12 c ou Poltergeist, initialement connue comme PSR B1257+12 B, est une exoplanète confirmée en orbite autour de PSR B1257+12 (alias, Liche), un pulsar milliseconde situé à une distance d'environ 710 ± 40 parsecs ou 2 300 années-lumière, en direction de la constellation de la Vierge,.
Il s'agit donc d'une planète de pulsar.

## Caractéristiques
Poltergeist orbite en 66,5 jours à 0,36 UA de Liche.
D'un peu plus de quatre fois la masse de la Terre, c'est la deuxième planète de ce système planétaire par demi-grand axe croissant, qui contient également une troisième planète, Phobetor, un peu moins massive mais d'orbite voisine, ces deux planètes exerçant l'une sur l'autre des perturbations gravitationnelles sensibles qui ont permis de préciser leurs paramètres orbitaux.
| Planète                             | Masse (M⊕)    | Demi-grand axe (UA) | Période orbitale (d) | Excentricité    |
| ----------------------------------- | ------------- | ------------------- | -------------------- | --------------- |
|                                     |               |                     |                      |                 |
| PSR B1257+12 b                      | 0,020 ± 0,002 | 0,19                | 25,262 ± 0,003       | 0,00            |
| PSR B1257+12 c                      | 4,3 ± 0,2     | 0,36                | 66,5419 ± 0,0001     | 0,0186 ± 0,0002 |
| PSR B1257+12 d                      | 3,9 ± 0,2     | 0,46                | 98,2114 ± 0,0002     | 0,0252 ± 0,0002 |
| PSR B1257+12 e                      | 4 × 10-4      | 2,6                 | 1 250                | ?               |
|                                     |               |                     |                      |                 |
| Système planétaire de PSR B1257+12. |               |                     |                      |                 |

## Découverte
Poltergeist et sa voisine Phobetor sont découvertes en 1992 par Aleksander Wolszczan et Dale Frail grâce au radiotélescope d'Arecibo. Elle est peut-être la première planète jamais détectée en dehors du Système solaire, par chronométrie radio utilisant les variations de fréquence de rotation d'un pulsar pour identifier les éventuels corps en rotation autour de lui.

## Désignation
PSR B1257+12 c a été sélectionnée par l'Union astronomique internationale (IAU) pour la procédure NameExoWorlds, consultation publique préalable au choix de la désignation définitive de 305 exoplanètes découvertes avant le 31 décembre 2008 et réparties entre 260 systèmes planétaires hébergeant d'une à cinq planètes.
La procédure, débutée en juillet 2014, s’achève en décembre 2015 par l'attribution à cette exoplanète du nom Poltergeist, terme désignant un phénomène paranormal qui crée des perturbations (bruits et objets en mouvement), évoquant ainsi la façon dont la planète a été détectée,.